# 多治見站

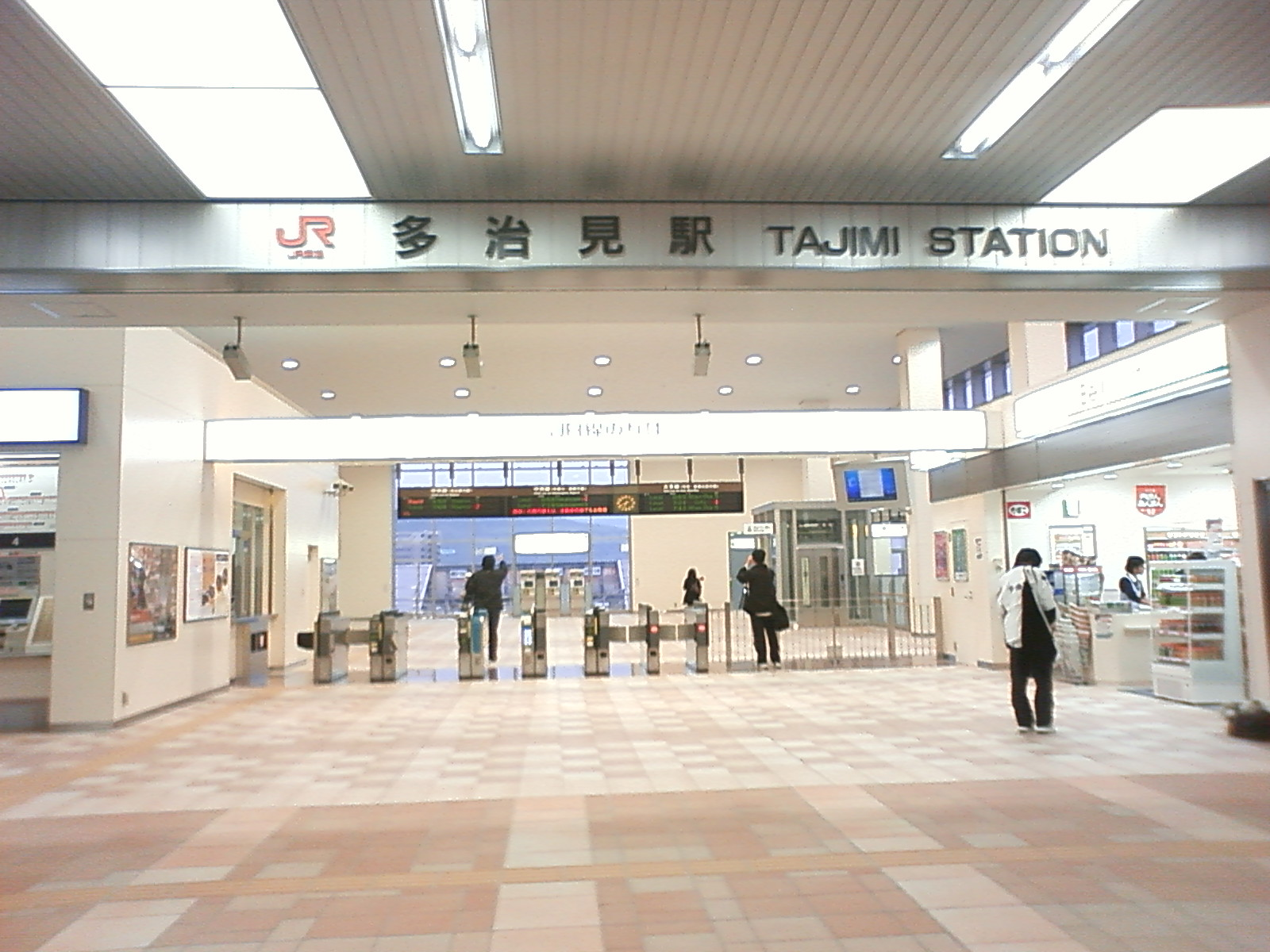
閘口

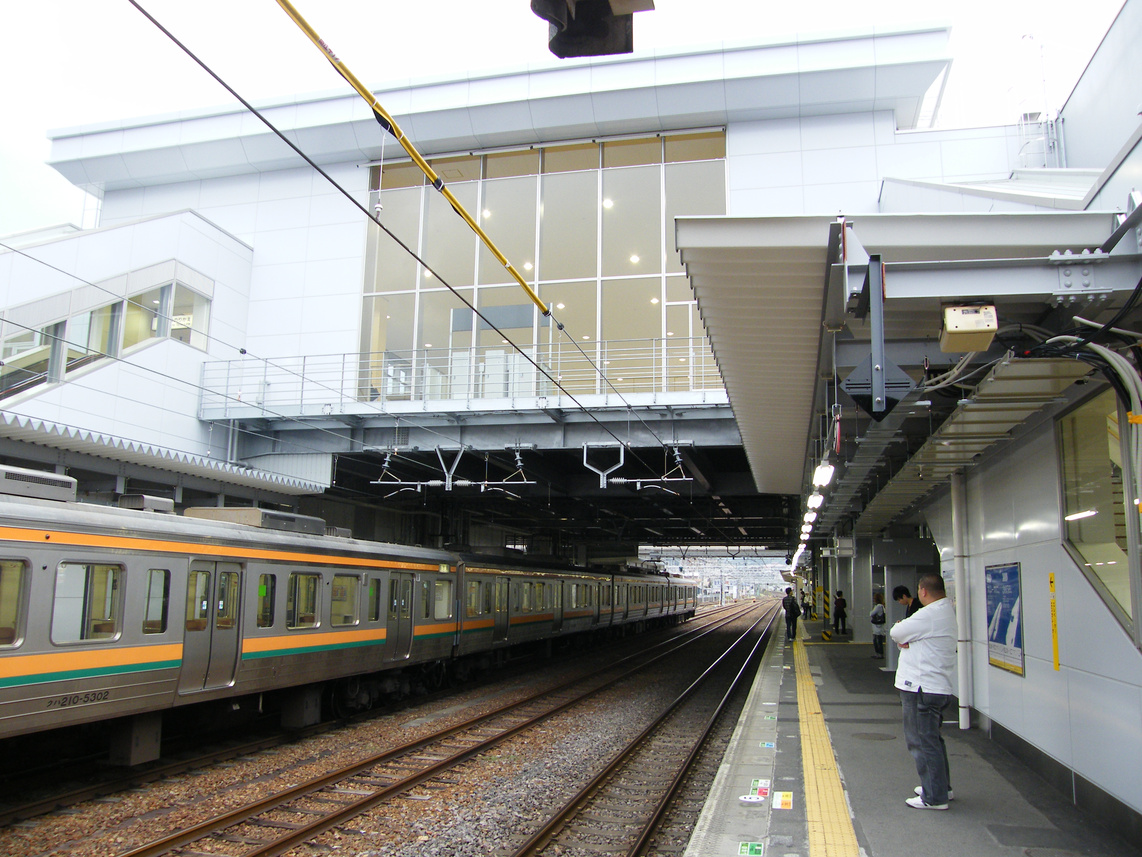
中央線月台

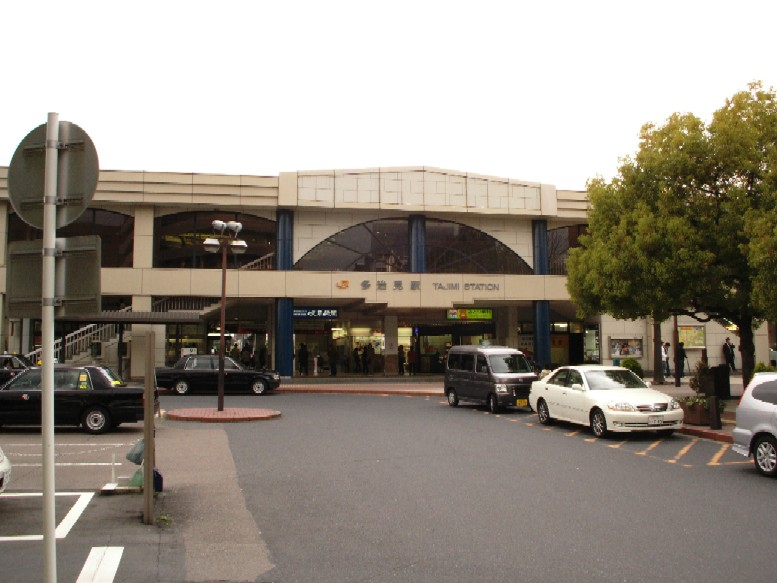
舊站舍（2007年攝）

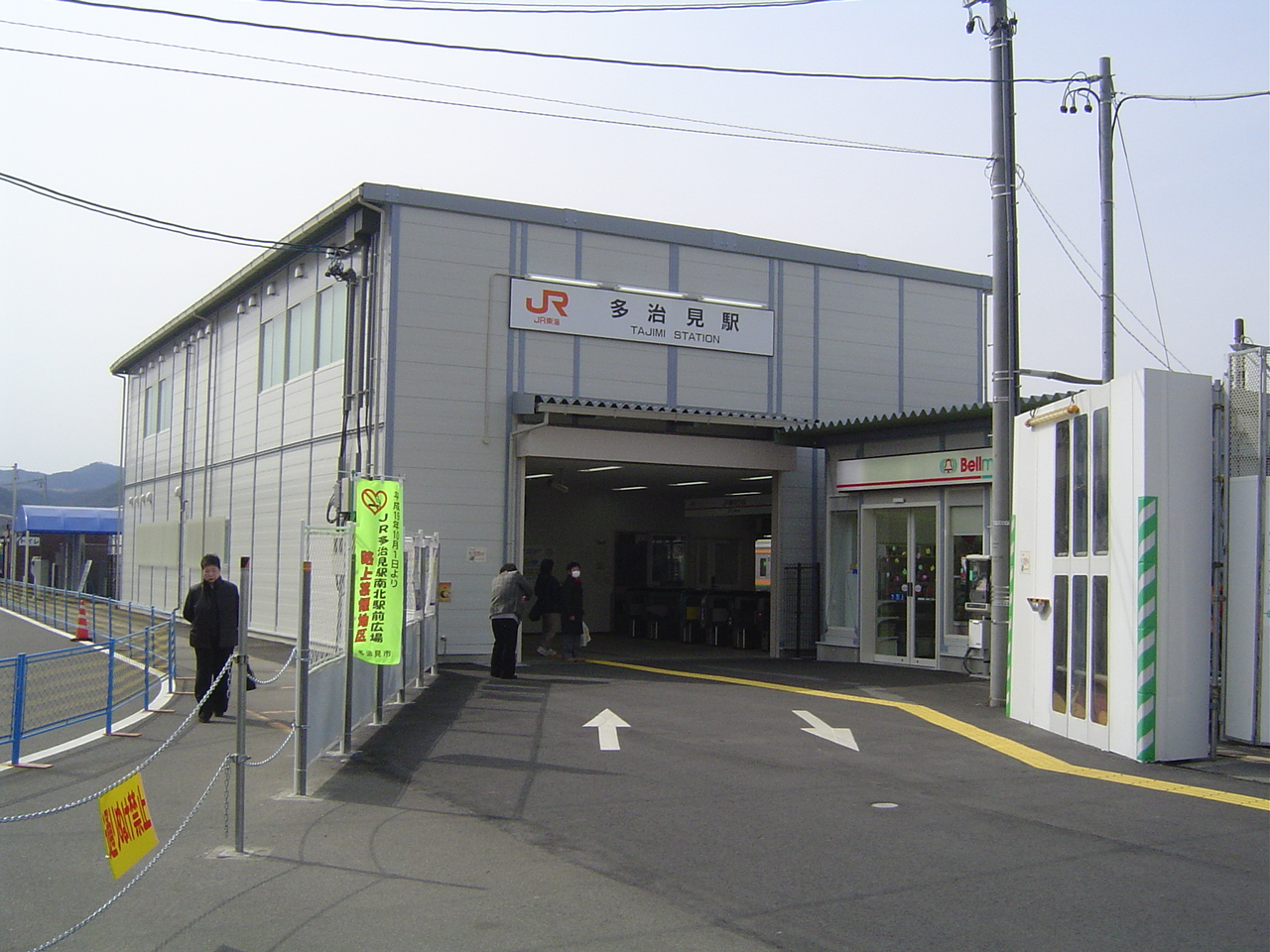
2008年至翌年使用的臨時站舍（2008年）

多治見站（日语：／ Tajimi eki */?）是一個位於岐阜縣多治見市音羽町二丁目，屬於東海旅客鐵道（JR東海）、日本貨物鐵道（JR貨物）的鐵路車站。

## 車站結構
側式月台1面1線與島式月台2面4線，合計3面5線的地面車站，設有跨站式站房。
站長、站員配置站（直營站）。作為管理站管理中央本線的古虎溪站－釜戶站之間各站以及太多線的小泉站、根本站、姬站。設有綠窗口、自動售票機、自動閘機。

### 月台配置
| 月台 | 路線     | 方向 | 目的地             | 備註               |
| ---- | -------- | ---- | ------------------ | ------------------ |
| 1    | 中央本線 | 上行 | 名古屋方向         |                    |
| 2    | 中央本線 | 上行 | 名古屋方向         | 待避列車與始發列車 |
| 3    | 中央本線 | 下行 | 中津川、長野方向   |                    |
| 4    | 中央本線 | 上行 | 名古屋方向         | 始發列車           |
| 4    | 中央本線 | 下行 | 中津川、長野方向   | 一部分列車         |
| 4    | 太多線   | -    | 可兒、美濃太田方向 | 一部分列車         |
| 5    | 太多線   | -    | 可兒、美濃太田方向 |                    |

## 使用情況

### 旅客
2014年（平成26年）度1日平均上車人次為13,594人である。（來源：「岐阜縣統計書」「統計たじみ」）
各年度1日平均上車人次如下。
| 年度   | 1日平均 上車人次 |
| ------ | ---------------- |
| 1998年 | 16,871           |
| 1999年 | 16,687           |
| 2000年 | 16,603           |
| 2001年 | 16,215           |
| 2002年 | 15,704           |
| 2003年 | 15,316           |
| 2004年 | 15,155           |
| 2005年 | 15,188           |
| 2006年 | 14,899           |
| 2007年 | 14,761           |
| 2008年 | 14,494           |
| 2009年 | 14,004           |
| 2010年 | 13,810           |
| 2011年 | 13,647           |
| 2012年 | 13,715           |
| 2013年 | 13,884           |
| 2014年 | 13,594           |
| 2015年 | 13,688           |
| 2016年 | 13,834           |
| 2017年 | 13,725           |
| 2018年 | 13,611           |

### 貨物
根據「岐阜縣統計書」，此站在2006年度發送貨物82,197噸、到着貨物84,317噸。

## 相鄰車站
東海旅客鐵道（JR東海）
 中央本線
- 特急「信濃」停靠站、「Home Liner多治見」始發站、「Home Liner瑞浪」「Home Liner中津川」停靠站

■快速（此站起往土岐市方向各站停車）
土岐市（CF13）－多治見（CF12）－高藏寺（CF09）
■普通
土岐市（CF13）－多治見（CF12）－古虎溪（CF11）
 太多線
多治見（CI07）－小泉（CI06）

### 曾經存在的路線
東濃鐵道
笠原線
多治見－新多治見

### 來源
1. ↑  記述内容および表記は、駅構内の案内表記に準拠している。これらはJR東海公式サイトの各駅の時刻表 （页面存档备份，存于）で参照可能（駅掲示用時刻表のPDFが使われているため。2015年1月現在）。

## 外部連結
- 多治見 - 東海旅客鐵道